# 正義第一党
正義第一党（せいぎだいいちとう、Primero Justicia）は、ベネズエラの中道右派政党である。1992年に市民連合として発足し、2000年に政党になった。チャベス政権発足以降は、反与党連合の民主統一会議の一角を占めている。

## 概要
1992年に Alirio Abreu Burelli をリーダーとした学生組織が創設した市民団体が起源である。当初の目標は、おもにベネズエラの司法改革だった。2000年7月の総選挙で5議席を獲得し、国会において本格的な政党活動を開始した。ウゴ・チャベス政権発足以降、一貫して反チャベス勢力を支援しており、2006年大統領選挙では新時代党のマヌエル・ロサレスを支援。2008年には有力メンバーのエンリケ・カプリレス・ラドンスキーがミランダ州知事に当選し脚光を浴び、2012年大統領選挙に立候補したがチャベスに敗北した。チャベスの死後、2013年に行われた大統領選挙でも立候補したが、チャベスの後継者とされたニコラス・マドゥロに僅差で敗北した。マドゥーロ政権の打倒を目指す野党連合民主統一会議の中軸をなす活動を行っている。
党首はエンリケ・カプリレス・ラドンスキーからTomás Guanipaに代わり、Richard Mardo と Carlos Ocarizが副党首を務めている。

## 政策
政策的には中道右派の自由主義政党とされ、新自由主義的な傾向も強い。支持層は富裕層や都市部住民に多い。外交的には、親米的となっている。